# Marián Slovák
Marián Slovák (* 8. ledna 1949 Bratislava) je slovenský herec.

## Život
Maturoval jako zahradník na SPTS v Malinove. Vystudoval herectví na VŠMU (1972). V letech 1972–1991 byl členem Divadla Andreje Bagara v Nitře, v letech 1991–1995 člen činohry Nové scény v Bratislavě. Od roku 1995 na volné noze. K jeho nejvýraznějším postavám patří: Titus Andronicus (stejnojmenná hra Williama Shakespeara), Ametista (Zojkin byt – Bulgakov), postava Jourdain (měšťák šlechticem – Molière), Tovje ve Fidlikantovi na střeše, Vypravěč v Pokrevní bratři, Řek Zorba, Ján v Evangeliu o Marii, Paul ve Wirgínii Woolfové. Člen rady STV.
V únoru 2013 prodělal mozkovou mrtvici, ze které se, ale dokázal zotavit a v listopadu téhož roku se v Divadle Andreje Bagara objevil v muzikálu Tisícročná včela.

## Rodina
Marián Slovák je manžel herečky Evy Matějkové, syn dirigenta Ladislava Slováka a bratr herečky Kamily Magálové. Má tři děti, jeho nejstarší syn Samuel je fotbalista, syn Stanislav je muzikálový herec, dcera Svetlana je herečka.

## Filmografie
- 1976: Milosrdný čas (Pišta)
- 1983: Mŕtvi učia živých (MUDr. Gajar)
- 1986: Alžbetin dvor
- 1985: Tretí šarkan (Janov otec)
- 1989: Ulice bez mena (Horňák)
- 1996: Suzanne (Palička)
- 2005: Zima kúzelníkov
- 2007–2008: Ordinácia v ružovej záhrade (Alexander Vlk)
- 2009: Nedodržaný sľub
- 2010: Kriminálka Staré Město
- 2013: Búrlivé víno (Stanislav Rozner)